# Al pappagallo
Al pappagallo è uno spettacolo di rivista presentato dalla Compagnia di riviste Totò nella stagione 1931-1932. Il debutto, al Teatro Eliseo di Roma, è avvenuto il 23 gennaio 1932.

## Critica
(Il Tevere, 23 gennaio 1932)